# Dražkovce
Dražkovce és un poble i municipi d'Eslovàquia que es troba a la regió de Žilina, al centre-nord del país. El 2017 tenia 987 habitants.

## Demografia
| Godina             | 1994 | 2004    | 2014    | 2024    |
| ------------------ | ---- | ------- | ------- | ------- |
| Nombre de persones | 498  | 571     | 936     | 1063    |
| Diferència         |      | +14,65% | +63,92% | +13,56% |

| Godina             | 2023 | 2024   |
| ------------------ | ---- | ------ |
| Nombre de persones | 1068 | 1063   |
| Diferència         |      | −0,46% |